# Armando Rojas Guardia
Armando Rojas Guardia (Caracas, Veneçuela, 8 de setembre de 1949 - 9 de juliol de 2020) va ser un reconegut poeta, assagista i crític literari veneçolà; la seva obra està relacionada amb el pensament místic llatinoamericà i amb aspectes vinculats a la comunitat LGBT a la qual pertany.

## Ressenya biogràfica
Fill del poeta caraqueny Pablo Rojas Guardia (1909-1978) i de Mercedes Álvarez Gómez (1919-1973), durant els primers set anys de vida va viure a Praga, Haití i Nicaragua com a conseqüència dels càrrecs diplomàtics del seu pare. En la seva joventut va viure a Bogotà, a Friburg (Suïssa) i a Solentiname (Nicaragua), amb Ernesto Cardenal. Posteriorment la seva vida va transcorre entre Caracas i Mèrida. Va estudiar amb profusió textos fonamentals de San Juan de la Cruz, Santa Teresa, Góngora, Eliot, Deleuze, Borges, Huxley, Rilke, Joyce, Nietzsche, Maquiavel, Kant, Pessoa, Faulkner, Kafka, Rimbaud, Milton, Blake, Sade, Jung, Bataille, Pavese, Dante, Camus, Lezama Lima, Octavio Paz, etc.
La seva vocació com a escriptor es va iniciar en la seva llar i va tenir un paper important la seva participació en el Taller Calicanto d'Antonia Palacios. Seguidament va participar activament en la formació del Grupo Tráfico (1981). Va exercir una àmplia labor cultural i docent vinculada amb la literatura, i és una de les veus fonamentals de la poesia veneçolana contemporània, així com un destacat assagista.
El 2015 va ser triat com a membre de l'Acadèmia Veneçolana de la Llengua Espanyola.

## Obres
- Del mismo amor ardiendo. (1979)
- Yo que supe de la vieja herida. (1985)
- Poemas de Quebrada de la Virgen. (1985)
- Hacia la noche viva. (1989)
- Antología poética. (1993)
- La nada vigilante. (1994)
- El esplendor y la espera. (2000)
- Patria y otros poemas. (2008)
- Mapa del desalojo. (2014)